# Alvin Ailey
Alvin Ailey Jr. (Rogers, Texas; 5 de enero de 1931-Nueva York, Nueva York; 1 de diciembre de 1989) fue un bailarín y coreógrafo estadounidense.

## Biografía
En 1942 se trasladó a Los Ángeles, donde estudió danza y coreografía entre 1949 y 1954. Después se mudó a Nueva York, donde participó en varias producciones teatrales.
En 1958 fundó el Alvin Ailey American Dance Theater, compuesto principalmente de gente de etnia afroamericana. Entre las tantas obras que coreografió para la compañía se encuentra su representación exclusiva Revelations de 1960, formada de espirituales afroamericanos.
Desde los años 1960 hasta los 1980, la agrupación estuvo de gira mundial y Ailey se convirtió en uno de los coreógrafos más famosos de Estados Unidos. Murió a causa del sida.

## La escuela Ailey
En 1969, Ailey fundó el Alvin Ailey American Dance Center con la famosa directora y coreógrafa de Martha Graham Dance Company, Pearl Lang, como codirectora de la escuela. Su objetivo era brindar acceso a las artes y la danza a comunidades de escasos recursos. Comenzaron en Brooklyn con 125 estudiantes. Un año después, la escuela se trasladó a Manhattan detrás del complejo del Lincoln Center. En 1984, Denise Jefferson asumió la dirección. Bajo su liderazgo, la escuela desarrolló un Programa de Licenciatura en Bellas Artes en asociación con la Universidad de Fordham en 1998.
La escuela pasó a llamarse The Ailey School en 1999. Varios años más tarde, la escuela se trasladó a The Joan Weill Center for Dance. Tras la muerte de Jefferson en 2010, Tracy Inman y Melanie Person asumieron la administración de la escuela como codirectores de la escuela. En 2012, después de liderar Ailey 2 durante 38 años, Sylvia Waters se retiró. El coreógrafo residente y director asociado de la segunda compañía, Troy Powell, asumió el cargo de directora artística. Con la incorporación de Elaine Wynn y Family Education Wing, la escuela Ailey sigue creciendo y ahora es el lugar más grande de la ciudad de Nueva York comprometido con la formación de bailarines.

## Carrera

### Compañía de Danza Horton
Ailey se incorporó a la compañía de danza de Horton en 1953. Allí recibió clases diarias de técnica, estudió arte y música e impartió clases para niños. En 1953, debutó en la Revue Le Bal Caribe de Horton. En un taller del verano de 1953, Ailey creó su primera composición de danza, Afternoon Blues. Esta obra era una adaptación de un solo de blues de tres minutos de duración de L'Aprés Midi d'un Faune, que había visto interpretar al Ballet Russe de Montecarlo. En esta pieza, Ailey interpretaba al Fauno homónimo con una selección de On the Town (musical).
Horton murió repentinamente en noviembre de 1953 de un ataque al corazón, dejando a la compañía sin liderazgo. Para completar los compromisos profesionales urgentes de la organización, y porque nadie más estaba dispuesto a hacerlo, Ailey asumió el cargo de director artístico y coreógrafo. En concreto, la compañía de Horton se comprometió a actuar en Jacob's Pillow en el verano de 1954. Ailey trabajó en colaboración con los bailarines de la compañía de Horton y coreografió basándose en ellos, ganándose el apoyo de los bailarines de la compañía, que tenían mucha más experiencia que Ailey. Entre estas obras se incluía According to St. Francis (4 de junio de 1954), un homenaje a Horton como "una especie de alusión a la vida de Lester" con James Truitte como protagonista. También coreografió y dirigió Morning Mourning' (4 de junio de 1954), una pieza basada en la obra de Tennessee Williams con de Lavallade y una partitura original de Gertrude Rivers Robinson. Como había hecho Horton, Ailey diseñó los decorados de Morning Mourning y colaboró en la iluminación.  Ese verano, Ailey también realizó su primera gran pieza de grupo, Creation of the World (13 de julio de 1954), con partitura de Darius Milhaud. Bajo la dirección de Ailey, la compañía Horton tuvo compromisos comerciales en los programas de televisión Party at Ciro's, The Red Skelton Show, y el Jack Benny show. Ailey y de Lavallade también actuaron en un segmento de Carmen Jones.

### Primeros años de carrera en Nueva York

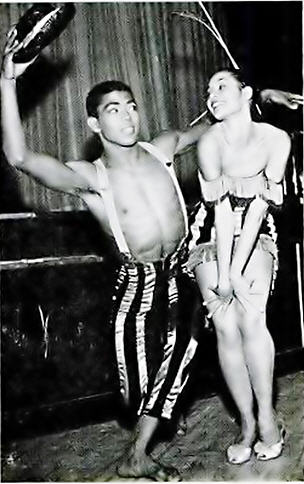
Alvin Ailey y Carmen de Lavallade (1954)

En diciembre de 1954 De Lavallade y Ailey fueron reclutados por Herbert Ross (que había coreografiado Carmen Jones) para unirse al espectáculo de Broadway, House of Flowers. Ross había sido contratado para sustituir a George Balanchine como coreógrafo del espectáculo y quería utilizar a la pareja, que se había hecho famosa como pareja de baile en Los Ángeles, como bailarines principales. El libro del espectáculo fue escrito y adaptado por Truman Capote a partir de una de sus novelas con música de Harold Arlen y protagonizado por Pearl Bailey y Diahann Carroll. 
Ailey y De Lavallade conocieron a Geoffrey Holder, que actuó junto a ellos en el coro, durante la producción. Holder se casó con De Lavallade y se convirtió en colaborador artístico de Ailey durante toda su vida. Tras el cierre de House of Flowers, Ailey apareció en la revista itinerante de Harry Belafonte Sing, Man, Sing con Mary Hinkson como pareja de baile, y el musical de Broadway de 1957 Jamaica, que protagonizaron Lena Horne y Ricardo Montalbán. A finales de la década de 1950, Ailey continuó estudiando esporádicamente técnica de danza, aprendiendo con New Dance Group de Hanya Holm, Anna Sokolow, Charles Weidman y Karel Shook.  Atraído por la danza, pero incapaz de encontrar un coreógrafo cuyo trabajo le satisficiera y deseoso de continuar la labor que había iniciado en la escuela Horton, Ailey comenzó a reunir bailarines para interpretar su propia y singular visión de la danza. 

### Alvin Ailey American Dance Theater

#### Los comienzos del Teatro de Danza Alvin Ailey
En 1958, Ailey fundó el Alvin Ailey American Dance Theater para presentar su visión de honrar la cultura negra a través de la danza. La compañía debutó en el 92nd Street YM-YWHA el 30 de marzo de 1958 en un concierto compartido con el coreógrafo Ernest Parham, con el artista invitado Talley Beatty como cabeza de cartel.  La actuación incluyó la primera obra maestra de Ailey, Blues Suite, inspirada en la infancia tejana de Ailey, y House of Flowers, que sigue a hombres y mujeres mientras se divierten y retozan en el transcurso de una noche, mientras suena música blues de fondo hasta que empiezan a sonar las campanas de la iglesia, señalando el regreso a la vida mundana. Ailey bailó en los otros dos estrenos de esta representación, Redonda y Oda y homenaje. Redonda, que más tarde se retituló Cinco Latinos, reunía cinco piezas cortas descritas como "Latin Theme" en una obra similar a la de Horton. Oda y homenaje, con partitura de Peggy Glanville-Hicks, era una " danza de fe, respetuosamente dedicada a la memoria de Lester Horton."
Tras el éxito de su primer concierto, Ailey continuó coreografiando para una lista cambiante de bailarines que estaban disponibles para bailes en el 92nd Street YM-YWHA, trabajando con los diseñadores Normand Maxon, Ves Harper y Nicola Cernovich. Entre estas obras se incluye la integrada Ariette Oubliée (21 de diciembre de 1958, una pantomima de fantasía coreográfica ambientada en el ciclo de canciones de nombre similar de Debussy y protagonizada por Don Price y de Lavallade. También coreografió para otras compañías en colaboraciones, como una versión de Miss Julie, Mistress and Manservant", con partitura de Ravel para la Shirley Broughton Dance Company.
El 31 de enero de 1960, la AADT estrenó varias obras nuevas en el 92nd Street YM-YWHA. Entre ellas se incluía Sonera, el primer intento de Ailey de coreografiar en punto. Ailey también reelaboró Creation of the World para esta representación como un dúo para él y Matt Turney de la Martha Graham Dance Company, que recibió grandes elogios. También estrenó su obra más popular y aclamada por la crítica, Revelations. Para crear Revelations, Ailey se basó en sus "recuerdos de sangre" de su infancia en Texas, rodeado de negros, la iglesia, los espirituales y el blues. El ballet recorre toda la gama de sentimientos, desde la majestuosa "I Been 'Buked" hasta la arrebatadora "Wade in the Water", cerrando con el electrizante final, "Rocka My Soul in the Bosom of Abraham."

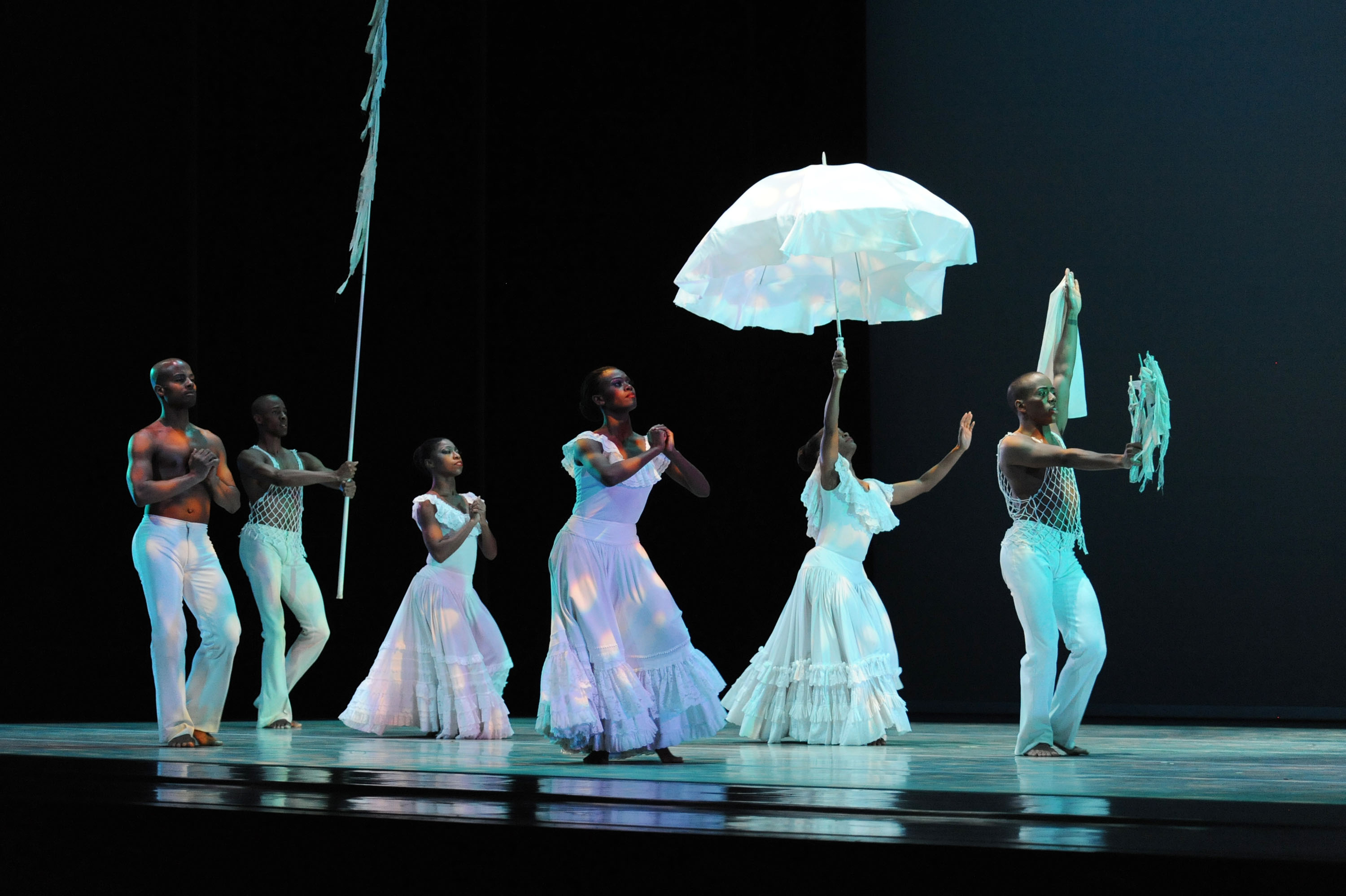
Revelations interpretada por Alvin Ailey American Dance Theatre en 2011

En 1960, Edele Holz ofreció a Ailey un local de ensayo en lo que se convertiría en el Clark Center for the Performing Arts. Poco después de la apertura del centro, en octubre de ese año, el AADT ofreció su primer concierto. Este concierto incluyó el 27 de noviembre de 1960 el estreno de Knoxville: Verano de 1915, con música de Samuel Barber y basada en Una muerte en la familia y Three for Now, con música de Jimmy Giuffre y John Lewis (pianista), así como The Beloved de Horton y Portrait of Billie de John Butler. Al año siguiente, estrenó Hermit Songs (10 de diciembre de 1961). Originalmente concebida como una obra de grupo, se estrenó como un solo de Ailey interpretado con la grabación de Leontyne Price de Hermit Songs de Samuel Barber. Hermit Songs, que se basa en una narración poco precisa del privilegio y la penitencia de un monje, permaneció en el repertorio de la AADT hasta 1991.
El trabajo de Ailey durante esta época fue diferente al de muchos otros coreógrafos de danza moderna de la época. Al centrarse en la narrativa, consiguió atraer a un público de fuera de la ciudad de Nueva York y de la vanguardia.

## Coreografía
- Cinco Latinos , Alvin Ailey American Dance Theatre, Kaufmann Concert Hall, Nueva York, 1958?
- Blues Suite (ver también más abajo), Alvin Ailey American Dance Theatre, Kaufmann Concert Hall, 1958.[15]
- Revelations , Alvin Ailey American Dance Theatre, Kaufmann Concert Hall, 1960[16]
- Three for Now, Alvin Ailey American Dance Theatre, Clark Center, Nueva York, 1960.
- Knoxville: Verano de 1915 , Alvin Ailey American Dance Theatre, Clark Center, 1960.[17]
- (Con Carmen De Lavallade) Roots of the Blues , Lewisohn Stadium, Nueva York, 1961.[18]
- Canciones de ermitaño , Alvin Ailey American Dance Theatre, Biblioteca del Congreso, Washington D. C., 1963.
- Ariadne , Harkness Ballet , Opera Comique, París, 1965.[19]
- Macumba , Harkness Ballet, Gran Teatro del Liceo, Barcelona, España, 1966, luego producido como Yemanja , Chicago Opera House, 1967.[20]
- Quintet , Alvin Ailey American Dance Theatre, Church Hill Theatre, Festival de Edimburgo , Escocia, 1968, luego Billy Rose Theatre, Nueva York, 1969.
- Masekela Langage , Alvin Ailey American Dance Theatre, American Dance Festival, New London, Connecticut, 1969, luego Brooklyn Academy of Music, Nueva York, 1969.[21][22]
- Streams , Alvin Ailey American Dance Theatre, Academia de Música de Brooklyn, 1970.[23]
- Gymnopedies , Alvin Ailey American Dance Theatre, Brooklyn Academy of Music, 1970. [61] [62]
- The River , American Ballet Theatre, New York State Theatre , 1970. [63] [64]
- Flowers , Alvin Ailey American Dance Theatre, ANTA Theatre, 1971. [65]
- Myth , Alvin Ailey American Dance Theatre, Centro de la ciudad de Nueva York, 1971. [66]
- Danzas corales , Alvin Ailey American Dance Theatre, Centro de la ciudad de Nueva York, 1971. [67] [68]
- Cry , solo creado para Judith Jamison , Alvin Ailey American Dance Theatre, New York City Center, 1971. [69]
- Mingus Dances , Robert Joffrey Company , Centro de la ciudad de Nueva York, 1971. [70]
- Misa de Mary Lou , Alvin Ailey American Dance Theatre, Centro de la ciudad de Nueva York, 1971. [71]
- Song for You , solo creado para Dudley Williams , Alvin Ailey American Dance Theatre, New York City Center, 1972. [72]
- The Lark Ascending , Alvin Ailey American Dance Theatre, Centro de la ciudad de Nueva York, 1972.
- Love Songs , Alvin Ailey City Center Dance Theatre, New York City Center, 1972. [72]
- Shaken Angels , Décimo Festival de Danza de Nueva York , Teatro Delacorte, Ciudad de Nueva York, 1972. [73]
- Sea Change , American Ballet Theatre, Kennedy Center Opera House, Washington D. C., 1972, luego New York City Center, 1973. [74]
- Hidden Rites , Teatro de Danza del Centro de la Ciudad de Alvin Ailey, Centro de la Ciudad de Nueva York, 1973. [75]
- Archipelago, 1971,[24]
- The Mooche, 1975,[25]
- Night Creature, 1975,[26]
- Pas de "Duke", 1976,[27]
- Memoria, 1979,[28]
- Phases, 1980[29][30]
- Landscape, 1981.[31]

## Reconocimientos
Indalecio Sobrino ha homenajeado el arte del bailarín a través de su pintura. El tríptico El salto, el retrato Alvin Ailey y el cuadro The stack-up reflejan su personalidad y su trabajo.